# Syndrome de Conn
Pour les articles homonymes, voir Conn.
 Mise en garde médicale
Le syndrome de Conn ou hyperaldostéronisme primaire est un syndrome décrit en 1955 par Jerome Conn, dans lequel le taux d'aldostérone est anormalement élevé par un excès de sécrétion.

## Causes
Le syndrome de Conn peut être dû à :
- une tumeur bénigne de la cortico-surrénale (adénome de Conn) que l'on retrouve dans deux tiers des cas ;
- une hyperplasie bilatérale des surrénales dans le tiers des cas ;
- exceptionnellement à un carcinome cortico-surrénalien.

Il existe des formes familiales, par fusion des gènes CYP11B1 et CYP11B2, par mutation du gène KCNJ5, du gène CACNA1D ou CACNA1H, ATP1A1, ATP2B3, CLCN2, CTNNB1 et WNT2B ou sans anomalie génétique retrouvée.

## Épidémiologie
Il est rare (entre 1⁄1000 et 1 % des hypertensions artérielles) et touche l'adulte jeune de 30 à 50 ans et plus souvent la femme. C'est par contre une cause fréquente en cas d'hypertension artérielle résistante aux traitements, atteignant entre 10 et 20 % de ces derniers.
L'hyperaldostéronisme primaire entraîne  plus de complications cardio-vasculaires qu'une hypertension artérielle essentielle, même si le niveau tensionnel est équivalent.
Il existe une forme familiale d'hyperaldostéronisme.

## Physiopathologie
L'aldostérone est une hormone qui permet l'excrétion urinaire de K+ (potassium) et de H+ (hydrogène) et la rétention de Na+ (sodium). L'hypersécrétion d'aldostérone entraîne donc une hypokaliémie et une surcharge hydrosodée (œdème et hypertension artérielle) avec rarement une hypernatrémie.
L'hyperaldostéronisme est dit « primaire » car la sécrétion de cette hormone n'est pas due à une augmentation du taux de rénine sanguine. Ce dernier est donc typiquement bas en cas de syndrome de Conn, ce qui l'oppose à l'hyperaldostéronisme secondaire, avec rénine élevée. Il ne faut pas omettre la possibilité d'un hyperaldostéronisme secondaire à une hypersécrétion d'ACTH hypophysaire (par une tumeur sécrétante ou hyperplasie des cellules corticotropes de l'antéhypophyse) ou bien par une hypersécrétion de CRH hypothalamique ou de vasopressine qui a également une activité stimulatrice de la sécrétion d'ACTH.

## Clinique
L'hypersécrétion d'aldostérone entraine une fuite urinaire du potassium et donc une hypokaliémie qui donne des troubles neuromusculaires avec paresthésies, trouble de la sensibilité prédominant aux extrémités, crampes, crises de tétanie, une asthénie, une constipation. Cette hypokaliémie peut se compliquer de troubles du rythme cardiaque pouvant aller jusqu'aux torsades de pointe responsable de syncope. Elle peut également se manifester par un syndrome polyuro-polydipsique (mictions fréquentes et abondantes et soif intense).
La rétention de sodium a pour conséquence une hypertension artérielle permanente, résistante aux traitements anti-hypertenseurs, qui est souvent le symptôme principal. Il n'existe cependant pas d'hypernatrémie. Le phénomène d'échappement, c'est-à-dire la diminution de la réabsorption proximale de sodium par le rein, est rapidement mis en œuvre, de même que la mise en jeu d'autres régulateurs de la volémie (ANF ou Atrial Natriurétic Factor).
Une alcalose métabolique consécutive à l'hypokaliémie et l'augmentation de la clairance rénale du potassium, avec élévation de la réserve alcaline et du pH peut se voir. Cette alcalose est responsable de la tétanie.
Une diminution de la tolérance au glucose est fréquente, associée avec une obésité.
L'hyperadostéronisme peut se compliquer d'une fibrose pouvant atteindre plusieurs organes, dont le cœur. Il est décrit une atteinte cardiaque à type de cardiomyopathie hypertrophique, même en l'absence d'une hypertension artérielle.

## Diagnostic
L'hypokaliémie est classique mais inconstante.
Il est basé sur la présence d'un taux élevé d'aldostérone sanguine concomitante d'un taux bas de rénine, permettant de calculer un rapport aldostérone/rénine qui est classiquement supérieur à 20 chez les malades. Le dosage de ce dernier peut cependant être difficile à interpréter, nombre de médicaments anti-hypertenseurs modifiant son taux, et doit donc être réalisé après arrêt de ces derniers. Le diagnostic peut alors être confirmé par un test en charge de sel ou à la fludrocortisone : le taux d'aldostérone s'effondre chez le sujet normal. Le taux diminué de rénine permet de distinguer l'hyperaldostéronime primaire de l'hyperaldostéronisme secondaire (dans ce dernier cas, l'augmentation de la secrétion d'aldostéone est secondaire à la stimulation de sa production par la rénine, le taux sanguin de cette dernière étant augmenté).
Le scanner des surrénales permet en théorie de distinguer une hyperplasie bilatérale d'un adénome. Il n'est pas toujours contributif et un dosage de l'aldostérone dans les veines surrénaliennes droite et gauche peut aider à faire le diagnostic de la cause, d'autant qu'un nodule retrouvé peut ne pas être responsable de l'hypersecrétion.

## Traitement
Des recommandations sur la prise en charge ont été publiées par l'« Endocrine society » en 2016.
Le traitement des adénomes ou des carcinomes est chirurgical.
Le traitement de l'hyperplasie des surrénales est médicamenteux avec des diurétiques antialdostérones comme la spironolactone et l'éplérénone, associé à un régime sans sel et à un traitement antihypertenseur.
Sous traitement, le pronostic est généralement bon.